# Paratanytarsus petschoricus
Paratanytarsus petschoricus är en tvåvingeart som först beskrevs av Birula 1936.  Paratanytarsus petschoricus ingår i släktet Paratanytarsus och familjen fjädermyggor. Inga underarter finns listade i Catalogue of Life.